# Stadion Brügglifeld
El Stadion Brügglifeld es un estadio de fútbol ubicado en el municipio de Suhr, en la ciudad de Aarau en Suiza. El estadio fue inaugurado en 1924, posee actualmente una de 9300 asientos y es el campo del FC Aarau, que juega en la Superliga Suiza.
El estadio abrió sus puertas el 12 de octubre de 1924, con un partido amistoso ante el equipo local y el FC Zürich. Una nueva tribuna principal se añadió en 1982 y se terminó una tribuna más pequeña en la década de 1990, junto con una completa renovación de los sectores de pie.
En 2008, se presentaron propuestas para un nuevo proyecto urbano que incluía un nuevo estadio para el FC Aarau el Mittelland Arena con una capacidad superior a los 12 500 asientos, en el corazón del Central Park de Aarau. El 25 de septiembre de 2005, la propuesta para el nuevo proyecto incluyendo el estadio de fútbol y un centro comercial fueron rechazadas por el pueblo de Aarau en un referéndum. Actualmente el FC Aarau y el ayuntamiento están trabajando en una nueva solución para el club, ya que el estadio actual no cumple los estándares suficientes para la realización de partidos de la máxima categoría según la Asociación Suiza de Fútbol.